# آبشار کیتسی‌پوتئوس
آبشار کیتسی‌پوتُئوس (به فنلاندی: Kitsiputous) آبشاری است که در فنلاند واقع شده و ارتفاع کلی ریزشگاه آن ۲۲ متر است.